# سنترال سیتی (کنتاکی)
سنترال سیتی (به انگلیسی: Central City) شهری در ایالت کنتاکی کشور ایالات متحده آمریکا است که جمعیت آن در سرشماری سال ۲۰۱۰ میلادی، ۵٬۹۷۸ نفر بوده‌است.